# Bergtjärnen (Vemdalens socken, Härjedalen, 691736-139781)
Bergtjärnen är en sjö i Härjedalens kommun i Härjedalen och ingår i Ljusnans huvudavrinningsområde. Sjön har en area på 0,0733 kvadratkilometer och ligger 634,6 meter över havet.

## Delavrinningsområde
Bergtjärnen ingår i det delavrinningsområde (691887-139473) som SMHI kallar för Inloppet i Stavsjön. Medelhöjden är 528 meter över havet och ytan är 12,3 kvadratkilometer. Räknas de 361 avrinningsområdena uppströms in blir den ackumulerade arean 3 270,39 kvadratkilometer. Avrinningsområdets utflöde Ljusnan mynnar i havet. Avrinningsområdet består mestadels av skog (89 procent). Avrinningsområdet har 0,18 kvadratkilometer vattenytor vilket ger det en sjöprocent på 1,4 procent.